# Каландар
Каландар (перс., араб. карандал, тур. календер) — бродячий нищенствующий дервиш, который исполняет минимум исламских предписаний. 
Происхождение термина каландар неясно. Существуют гипотезы о том, что данный термин происходит от персидских слов каландар («обросший волосами неуклюжий человек»), калантар («старший», «большой») и греческого слова χαλπωρ («призывать», «приглашать»). Термин каландар был широко распространен во всём исламском мире и в историческом аспекте прилагался к разным категориям дервишей.
В зависимости от времени и региона значение термина сильно изменялось:
1. Каландар означал дервиша, который находится в состоянии мистического опьянения любовью к Богу (сукр). Он не обременяет себя условностями повседневной жизни, ограничиваясь соблюдением обязательных предписаний[1].
2. В мистической поэзии до XIV в. (Ансари, Санаи, Аттар) каландар означал скитающегося мистик, страстно влюбленного в Бога. Он очищающий плоть и сердце для того, чтобы духовно слиться с богом и постичь истину для дальнейшей жизни в Боге[1].
3. Представитель движения каландария, возникшего не позднее начала XI в. в Средней Азии и Хорасане. Данное движение возникло под влиянием учения «о лицемерии» (рийа) тариката маламатия. Считалось, что каландар стоит как бы над религиозным законом и не связан духовными узами с признанным наставником (муршидом)[1].
4. Член отряда бродячих дарвишей, специализировавшийся на охране караванов паломников, направлявшихся в Мекку и Медину. В Индии, Иране, Средней Азии слово каландар служило синонимом термина дарвиш. В Европе каландар ассоциировались с понятием «шарлатан», «обманщик»[1].